# Albert al II-lea, Margraf de Brandenburg-Ansbach
Albert al II-lea sau al V-lea de Brandenburg-Ansbach (18 septembrie 1620 – 22 octombrie 1667) a fost prinț german, margraf de Ansbach din 1634 până la moartea sa.

## Biografie
Născut la Ansbach, Albert a fost al doilea fiu al Margrafului Joachim Ernst de Brandenburg-Ansbach (1582–1625) și a soției acestuia, Sophie (1594–1651), fiica contelui Johann Georg de Solms-Laubach. În 1625, după decesul tatălui său, el a fost succedat de fratele mai mare al lui Albert, Frederic al III-lea, inițial sub regența mamei lor. În 1634 Frederic a fost ucis în Războiul de Treizeci de Ani fără să aibă moștenitori. A fost succedat de Albert, sub regența mamei sale deoarece Albert avea 14 ani.

### Căsătorii și copii
La 31 august 1642, la Stuttgart, el s-a căsătorit cu Henriette Louise (1623–1650), fiica lui  Louis Frederic, Duce de Württemberg-Montbéliard. Cuplul a avut următorii copii:
- Sophie Elisabeth (n./d. 1643)
- Albertine Luise (1646–1670)
- Sophie Amalie (n./d. 1649)

S-a recăsătorit la 15 octombrie 1651 la Oettingen, cu Sophie Margarete (1634–1664), fiica lui Joachim Ernst, Conte de Oettingen-Oettingen. Cuplul a avut următorii copii:
- Luise Sophie (1652–1668)
- Johann Frederic, Margraf de Brandenburg-Ansbach (1654–1686); s-a căsătorit în 1673 cu Prințesa Johanna Elisabeth de Baden-Durlach (1651–1680); în 1681 s-a căsătorit a doua oară cu Prințesa Eleonore de Saxa-Eisenach (1662–1696)
- Albrecht Ernst (1659–1674)
- Dorothea Charlotte (1661–1705); s-a căsătorit în 1687 cu Ernest Louis, Landgraf de Hesse-Darmstadt (1667–1739)
- Eleonore Juliane (1663–1724); s-a căsătorit în 1682 cu Frederic Carl, Duce de Württemberg-Winnental (1652–1698)

S-a căsătorit pentru a treia oară la 6 august 1665 la Durlach, cu Christine (1645–1705), fiica lui Frederic al VI-lea, Margraf de Baden-Durlach. Nu au avut copii.